# Gare d’Oissel
Gare d’Oissel vasútállomás Franciaországban, Oissel településen.

## Vasútvonalak
Az állomást az alábbi vasútvonalak érintik:
- Párizs–Le Havre-vasútvonal
- Serquigny-Oissel-vasútvonal

## Kapcsolódó állomások
A vasútállomáshoz az alábbi állomások vannak a legközelebb:
- Gare de Saint-Étienne-du-Rouvray
- Gare de Tourville
- Gare de Pont-de-l'Arche